# Ausschreibung
Eine Ausschreibung (engl. Expression of interest (EOI)) ist die öffentliche oder eingeschränkte, schriftliche Aufforderung, Angebote für die in der Ausschreibung genannten Lieferungen oder Leistungen abzugeben. Dies geschieht in Zeitungen, Fachzeitschriften oder zunehmend online über spezielle Vergabeplattformen. Der Begriff Submission beschreibt ein Verfahren, in welchem sich ein Submittent (Anbieter) dem Annahmewillen des Ausschreibers, d. h. eines (potenziellen) Auftraggebers, unterwirft. Der Annahmewille geht aus den Ausschreibungsunterlagen hervor. Die Submission wird auch als Ausschreibungsverfahren bezeichnet (CH).
Bedeutung hat das Verfahren insbesondere bei der Vergabe von Aufträgen des Staates oder ihm untergeordneter Verwaltungseinheiten wie Ländern, Städten oder Gemeinden. Einer der wesentlichen Zwecke ist, das Vergabeverfahren transparent und öffentlich zu machen, so dass ein möglichst günstiges Kosten-Nutzen-Verhältnis erzielt wird. Dies ist nicht nur, aber besonders bei kostenintensiven Projekten wie Autobahn-Bauprojekten oder Militärtechnik-Beschaffungen relevant. Die entsprechenden Ausschreibungs- und auch das nachfolgende Vergabeverfahren für Aufträge der öffentlichen Hand sind gesetzlich klar definiert und reglementiert. Eine ähnliche Zielsetzung besitzen Ausschreibungsverfahren in der Privatwirtschaft, wobei die konkrete Vorgehensweise weitgehend dem ausschreibenden Unternehmen überlassen, also nicht oder kaum gesetzlich reglementiert ist.

## Ausschreibungsregeln für öffentliche Auftraggeber
Die Regeln für Ausschreibungsverfahren bei öffentlichen Auftraggebern sind unterteilt in den Bereich ab den sogenannten Schwellenwerten und unterhalb der Schwellenwerte.

### Ausschreibungen ab den Schwellenwerten
Für Ausschreibungen ab den Schwellenwerten (oft auch fälschlicherweise „Europaweite Ausschreibung“ genannt) gelten die Regeln des Übereinkommens über das öffentliche Beschaffungswesen (engl. Government Procurement Agreement, kurz: GPA). Diese plurilaterale Vereinbarung regelt die diskriminierungsfreie, transparente und rechtsstaatliche Vergabe von öffentlichen Aufträgen. Die sogenannten Schwellenwerte beziehen sich auf die Auftragshöhe, ab der die Regelung gelten soll – zum Beispiel 214.000 EUR für Lieferleistungen und 5.350.000 EUR für Bauleistungen. Im Gegensatz zur Auffassung im deutschsprachigen Raum, wonach die Bieter keinen einklagbaren Rechtsanspruch auf ein fehlerfreies Vergabeverfahren haben, wird hier für die Bieter ein Klagerecht vor einem unabhängigen Gericht auf Einhaltung der Vergaberegeln festgeschrieben.
Die Europäische Union ist Mitunterzeichner des GPA. Um die Vereinheitlichung der Vergabeverfahren in ihrem Geltungsbereich sicherzustellen, hat sie Richtlinien an die EU-Mitgliedstaaten erlassen, wonach die Nationalstaaten ihre Vergabeverfahren diesen Regeln anpassen müssen. Bieter aus allen GPA-Staaten dürfen sich an den Ausschreibungsverfahren beteiligen und ihre Angebote müssen diskriminierungsfrei gewertet werden.
In Deutschland sind die Regeln im vierten Teil des Gesetzes gegen Wettbewerbsbeschränkungen (GWB), in der Vergabeverordnung (VgV), sowie den besonderen Vorschriften der Vergabe- und Vertragsordnung für Bauleistungen (VOB Teil A)  geregelt. Der Gegenwert der Schwellenwerte in den europäischen Währungen Euro, Pfund, Kronen usw. wird alle zwei Jahre von der EU-Kommission entsprechend den Wechselkursschwankungen zu den Sonderziehungsrechten (SZR) neu berechnet und veröffentlicht. Die letzte Angleichung fand durch die Verordnung (EU) Nr. 1336/2013 vom 13. Dezember 2013 statt und ist seit dem 1. Januar 2014 gültig. Die geänderten Werte sind in allen EU-Ländern ab dem Gültigkeitsdatum unmittelbar anzuwenden, auch wenn die geänderten Werte nicht oder noch nicht in den nationalen Vorschriften verankert wurden.

### Ausschreibungsverfahren unterhalb der Schwellenwerte
Bei Ausschreibungsverfahren unterhalb der Schwellenwerte gilt nur nationales Recht. Beteiligen dürfen sich Bieter aus dem gesamten Europäischen Wirtschaftsraum (EWR). Dieser umfasst neben den Mitgliedsländern der Europäischen Union auch Island, Norwegen und Liechtenstein. Die Schweiz ist durch ein separates Abkommen eingebunden. Die Rechtsgrundlage hierfür ergibt sich aus dem Einigungsvertrag zur Europäischen Wirtschaftsgemeinschaft, der Einigung zum EWR und dem separaten Abkommen mit der Schweiz. In Deutschland gelten der vierte Teil des GWB, die VgV sowie die besonderen Vorschriften der VOB in diesem Bereich nicht. Bei Aufträgen unterhalb der Schwellenwerte für freiberufliche Leistungen gelten die entsprechenden Honorarordnungen, z. B. die Honorarordnung für Architekten und Ingenieure (HOAI). Überdies ergeben sich teilweise Vergabeerleichterungen durch übergeordnete Einflussfaktoren.
Nicht der Ausschreibungspflicht unterliegt die In-House-Vergabe bzw. das In-House-Geschäft. Von der Ausschreibung können die im Korruptionsregister aufgenommenen Personen und Unternehmen ausgeschlossen werden.

### Korruptionsbekämpfung
Die Auftragsvergabe gilt grundsätzlich als sogenannter „korruptionsanfälliger Arbeitsbereich“. Damit ist ein Arbeitsbereich gemeint, „bei dem durch das Verhalten eines dort Beschäftigten oder durch eine dort getroffene Entscheidung ein Dritter einen materiellen oder immateriellen Vorteil erhält oder einer Belastung enthoben wird.“ Da Korruption das Vertrauen in die Integrität der öffentlichen Verwaltung untergräbt, bemühen sich Bund und Länder um Korruptionsprävention durch Leitlinien und Ombudspersonen.
Bei Angebotsöffnung (§ 55 Abs. 2 VgV) oder bei Zuschlagserteilung (§ 43 Abs. 8 UVgO) gilt beispielsweise das Vier-Augen-Prinzip.
Im öffentlichen Dienst gilt zudem ein generelles Verbot, Vergünstigungen anzunehmen. Ein weiteres Steuerungsinstrument sind die Rechnungsprüfungsausschüsse bei Bund, Ländern und Gemeinden.
Hinweisgeber, die Verstöße gegen bundesrechtlich und einheitlich geltende Regelungen für Auftraggeber zum Verfahren der Vergabe von öffentlichen Aufträgen und Konzessionen und zum Rechtsschutz in diesen Verfahren ab Erreichen der jeweils maßgeblichen EU-Schwellenwerte melden oder offenlegen, werden nach dem Hinweisgeberschutzgesetz vor Repressalien geschützt (§ 2 Abs. 1 Nr. 4, § 36 HinSchG).

## Ausschreibungsarten
Zu unterscheiden sind „Öffentliche Ausschreibungen“ – ab Erreichen der Schwellenwerte „Offene Verfahren“ genannt – und „Beschränkte Ausschreibungen“ – ab Erreichen der Schwellenwerte „Nicht Offene Verfahren“ genannt.

### Öffentliche Ausschreibung (offenes Verfahren)
Bei öffentlicher Ausschreibung (offenem Verfahren) werden Leistungen/Bauleistungen im vorgeschriebenen Verfahren nach öffentlicher Aufforderung einer unbeschränkten Zahl von Unternehmen zur Einreichung von Angeboten vergeben. Öffentliche Ausschreibung muss stattfinden, soweit nicht die Natur des Geschäfts oder besondere Umstände eine Ausnahme rechtfertigen (siehe § 3 der VOB/A und § 8 UVgO).

### Beschränkte Ausschreibung (nicht offenes Verfahren)
Bei beschränkter Ausschreibung werden Leistungen/Bauleistungen im vorgeschriebenen Verfahren nach Aufforderung einer beschränkten Zahl von Unternehmen zur Einreichung von Angeboten vergeben. Beschränkte Ausschreibung im Bereich der Bauleistungen können gem. § 3a VOB/A  durchgeführt werden wenn:
1. wenn eine Öffentliche Ausschreibung oder eine Beschränkte Ausschreibung mit Teilnahmewettbewerb kein annehmbares Ergebnis gehabt hat,
2. wenn die Öffentliche Ausschreibung oder eine Beschränkte Ausschreibung mit Teilnahmewettbewerb aus anderen Gründen (z. B. Dringlichkeit, Geheimhaltung) unzweckmäßig ist.

Ohne weitere Prüfung können nach VOB/A folgende Leistungen beschränkt ausgeschrieben werden bis zu einem Auftragswert der Bauleistung ohne Umsatzsteuer von
1. 50.000 € für Ausbaugewerke (ohne Energie- und Gebäudetechnik), Landschaftsbau und Straßenausstattung,
2. 150.000 € für Tief-, Verkehrswege- und Ingenieurbau, und
3. 100.000 € für alle übrigen Gewerke.

Beschränkte Ausschreibung im Bereich der Lieferungen- und Dienstleistungen können gem. § 8 Abs. 3 UVgO  durchgeführt werden wenn:
1. eine Öffentliche Ausschreibung kein wirtschaftliches Ergebnis gehabt hat oder
2. eine Öffentliche Ausschreibung oder eine Beschränkte Ausschreibung mit Teilnahmewettbewerb für den Auftraggeber oder die Bewerber oder Bieter einen Aufwand verursachen würde, der zu dem erreichten Vorteil oder dem Wert der Leistung im Missverhältnis stehen würde.

### Weitere Verfahrensarten
Neben den Ausschreibungsarten stehen den Vergabestellen der öffentlichen Auftraggeber weitere Verfahrensarten zur Verfügung wenn die entsprechenden Tatbestandsvoraussetzungen erfüllt sind.

#### Unterschwellenbereich

##### Freihändige Vergabe - nur VOB/A
Eine Freihändige Vergabe ist gem. § 3a Abs. 3 VOB/A zulässig, wenn die Öffentliche Ausschreibung oder Beschränkte Ausschreibungen unzweckmäßig sind, besonders,
1. wenn für die Leistung aus besonderen Gründen (z. B. Patentschutz, besondere Erfahrung oder Geräte) nur ein bestimmtes Unternehmen in Betracht kommt,
2. wenn die Leistung besonders dringlich ist,
3. wenn die Leistung nach Art und Umfang vor der Vergabe nicht so eindeutig und erschöpfend festgelegt werden kann, dass hinreichend vergleichbare Angebote erwartet werden können,
4. wenn nach Aufhebung einer Öffentlichen Ausschreibung oder Beschränkten Ausschreibung eine erneute Ausschreibung kein annehmbares Ergebnis verspricht,
5. wenn es aus Gründen der Geheimhaltung erforderlich ist,
6. wenn sich eine kleine Leistung von einer vergebenen größeren Leistung nicht ohne Nachteil trennen lässt.

Gem. § 3 a Abs. 3 Satz 2 VOB/A kann eine Freihändige Vergabe außerdem bis zu einem Auftragswert von 10 000 Euro ohne Umsatzsteuer erfolgen.

##### Verhandlungsvergabe - nur UVgO
Eine Verhandlungsvergabe kann unter bestimmten Voraussetzungen erfolgen, die § 8 Abs. 4 enthalten sind. Hierbei ist zu unterscheiden zwischen einer Verhandlungsvergabe mit und ohne Teilnahmewettbewerb. In der Regel sind bei einer Verhandlungsvergabe ohne Teilnahmewettbewerb mindestens drei Unternehmen zum Angebot aufzufordern. Gem. § 12 Abs. 3 UVgO kann in den Fällen von § 8 Abs. 4 Nr. 9 - 14 UVgO auch nur ein Unternehmen zum Angebot aufgefordert werden. Dazu gehören beispielsweise eine begründetes Alleinstellungsmerkmal, oder die Erweiterung resp. Erneuerung bereits erbrachter Leistungen.

##### Direktauftrag
Bei einem Direktauftrag ist keine Durchführung eines formellen Vergabeverfahrens erforderlich. Sofern der Auftragswert 1.000 EUR ohne Umsatzsteuer (§ 14 Satz 1 UVgO) bzw. 3.000 EUR ohne Umsatzsteuer (§ 3a Abs. 4 VOB/A) nicht überschreitet, können Aufträge unter Berücksichtigung der Haushaltsgrundsätze der Wirtschaftlichkeit und Sparsamkeit beschafft werden. In der Praxis bedeutet das in der Regel, dass vor dem Auslösen der Bestellung drei Vergleichsangebote eingeholt werden. Der Auftraggeber soll zwischen den beauftragten Unternehmen wechseln. 

#### Oberschwellenbereich

##### Verhandlungsverfahren mit Teilnahmewettbewerb
Um ein Verhandlungsverfahren mit Teilnahmewettbewerb durchführen zu können, müssen bei Bauleistungen die Voraussetzungen des § 3a Abs. 2 VOB/A EU und für die Vergabe von Lieferungen und Dienstleistungen die Voraussetzungen des § 14 Abs. 3 VgV erfüllt sein.
1. die Bedürfnisse des öffentlichen Auftraggebers können nicht ohne die Anpassung bereits verfügbarer Lösungen erfüllt werden;
2. der Auftrag umfasst konzeptionelle oder innovative Lösungen;
3. der Auftrag kann aufgrund konkreter Umstände, die mit der Art, der Komplexität oder dem rechtlichen oder finanziellen Rahmen oder den damit einhergehenden Risiken zusammenhängen, nicht ohne vorherige Verhandlungen vergeben werden;
4. die technischen Spezifikationen können von dem öffentlichen Auftraggeber nicht mit ausreichender Genauigkeit unter Verweis auf eine Norm, eine europäische technische Bewertung (ETA), eine gemeinsame technische Spezifikation oder technische Referenzen im Sinne des Anhangs TS Nummern 2 bis 5 der Richtlinie 2014/24/EU erstellt werden.
5. wenn ein offenes Verfahren oder nicht offenes Verfahren wegen nicht ordnungsgemäßer oder nicht annehmbarer Angebote aufgehoben wurde. Nicht ordnungsgemäß sind insbesondere Angebote, die nicht den Vergabeunterlagen entsprechen, nicht fristgerecht eingegangen sind, nachweislich auf kollusiven Absprachen oder Korruption beruhen oder nach Einschätzung des öffentlichen Auftraggebers ungewöhnlich niedrig sind. Unannehmbar sind insbesondere Angebote von Bietern, die nicht über die erforderlichen Qualifikationen verfügen und Angebote, deren Preis das vor Einleitung des Vergabeverfahrens festgelegte und schriftlich dokumentierte Budget des öffentlichen Auftraggebers übersteigt

##### Verhandlungsverfahren ohne Teilnahmewettbewerb
Um ein Verhandlungsverfahren ohne Teilnahmewettbewerb durchführen zu können, sind die Voraussetzungen des § 3a Abs. 3 VOB/A EU (Bauleistungen) und der § 14 Abs. 4 VgV (Liefer- und Dienstleistungen) zu erfüllen. Der Auftraggeber wendet sich bei Verfahrensstart an geeignete Unternehmen und fordert zur Angebotsabgabe auf. Da der Auftraggeber bei dieser Wahl der Vergabeart den Wettbewerb durch den fehlenden Teilnahmewettbewerb beschränkt, sind die Tatbestandsvoraussetzungen restriktiv auszulegen.

## Veröffentlichung von Ausschreibungen
Öffentliche Ausschreibungen sind in Deutschland laut § 12 der VOB/A und gem. § 28 UVgO bekannt zu machen, z. B. in Tageszeitungen, amtlichen Veröffentlichungsblättern oder auf Internetportalen; sie können auch auf www.bund.de veröffentlicht werden. Einige Bundesländer haben eigene Ausschreibungsportale. Neben den amtlichen Veröffentlichungsblättern und Portalen gibt es auch noch zahlreiche gewerbliche Fachblätter und Portale, die sich der Veröffentlichung von Ausschreibungen widmen. Auf kommunaler Ebene ist die Ausschreibungsveröffentlichung sehr unterschiedlich. Häufig werden in der örtlichen Presse „Ausschreibungshinweise“ veröffentlicht, die nicht den vollen vorgeschriebenen Veröffentlichungstext enthalten, sondern auf die Fundstellen in den öffentlichen und gewerblichen Fachblättern und Portalen hinweisen. Ab Erreichen der Schwellenwerte ist die Ausschreibungsveröffentlichung auch an das Amtsblatt der EU zu senden, das die Ausschreibungsveröffentlichung in alle offiziellen Sprachen der EU übersetzt und auf ihrem Ausschreibungsportal „Tenders Electronic Daily“ (TED) veröffentlicht. Aufträge unterhalb der Schwellenwerte können auf dem Portal TED veröffentlicht werden. In diesen Fällen ist die Frage: „Fällt der Auftrag unter das Beschaffungsabkommen (GPA)?“ mit Nein zu beantworten.
Siehe auch: Ausschreibungsdatenbank

## Varianten der Ausschreibung in der Privatwirtschaft
Auch im privaten Bereich spricht man zwar häufig von Ausschreibung, man ist aber nicht an die formalen Vorgaben des Vergaberechts gebunden. Hier haben sich auf dem Markt verschiedene Varianten entwickelt.
Aus dem englischen Sprachgebrauch werden Bezeichnungen für verschiedene Ausschreibungsvarianten auch für den deutschen Sprachraum entlehnt:
1. RFI (Request for Information, dt. Leistungsanfrage): Anfrage an potenzielle Lieferanten, ob sie einen skizzierten Bedarf grundsätzlich erfüllen könnten. Die abgegebenen Antworten enthalten in der Regel Listenpreise. Diese Ausschreibungsvariante eignet sich zur ersten Sondierung des Marktes.
2. RFQ (Request for Quotation, dt. Preisanfrage): Zu einem detailliert beschriebenen Bedarf (Lastenheft) wird eine Leistungsbeschreibung mit einem möglichst präzisen, aber in der Regel unverbindlichen Preis angefragt. Diese Anfragen werden an Lieferanten versandt, von deren grundsätzlicher Leistungsfähigkeit der Versender bereits überzeugt ist.
3. RFP (Request for Proposal, dt. Aufforderung zur Angebotsabgabe): Ausschreibung im üblichen Sinn, d. h., die abgegebenen Angebote sind innerhalb der angegebenen Gültigkeitsfrist in der Weise bindend, dass ein Vertragsschluss durch bloße Annahme-Erklärung des ausschreibenden Unternehmens zu Stande kommt. Die Ausschreibungs-Anfragen enthalten eine detaillierte Leistungsbeschreibung bzw. ein Pflichtenheft sowie alle zum Vertragsabschluss gehörenden Zusatzvereinbarungen. Auch innerhalb (größerer) Unternehmen werden Ausschreibungs-Verfahren angewendet. Eine Verpflichtung zur Annahme eines der Angebote besteht grundsätzlich nicht.
4. RFF (Request for Feature, dt. Aufforderung zur Angebotserweiterung): Anforderung zur Erweiterung eines Systems oder Angebots.

### Auftragsauktionen im privat-wirtschaftlichen Bereich
Im privaten Bereich, der nicht an die Vorschriften des Vergaberechts gebunden ist, erfolgen Ausschreibungen zunehmend auch als zumeist internetbasierte Auftragsauktion. Dies ist ein sich derzeit noch entwickelndes Feld, das erst seit etwa 2003 entsteht.

### Vadium
In Österreich dient das Vadium als Sicherstellung für den Fall, dass der Bieter während der Zuschlagsfrist von seinem Angebot zurücktritt; es verfällt in diesem Fall zugunsten des Auftraggebers.

## Verbot wettbewerbsbeschränkender Vereinbarungen
Gem. § 1 GWB sind wettbewerbsbeschränkende Vereinbarungen zwischen Unternehmen, Beschlüsse von Unternehmensvereinigungen und aufeinander abgestimmte Verhaltensweisen, die eine Verhinderung, Einschränkung oder Verfälschung des Wettbewerbs bezwecken oder bewirken, verboten. Öffentliche Auftraggeber können ein Unternehmen von der Teilnahme an einem Vergabeverfahren ausschließen, wenn er über hinreichende Anhaltspunkte dafür verfügt, dass das Unternehmen mit anderen Unternehmen verbotene Vereinbarungen getroffen oder Verhaltensweisen aufeinander abgestimmt hat (Bieterkartell, § 124 Abs. 1 Nr. 4 GWB).
Wer bei einer Ausschreibung über Waren oder Dienstleistungen ein Angebot abgibt, das auf einer rechtswidrigen Absprache beruht, die darauf abzielt, den Veranstalter zur Annahme eines bestimmten Angebots zu veranlassen, wird außerdem gem. § 298 StGB bestraft.
Zulässig sind hingegen sog. Bietergemeinschaften, die in sämtlichen Vergabeordnungen vorgesehen sind. Nach den von der kartellrechtlichen Rechtsprechung entwickelten Kriterien sind Bietergemeinschaften zwischen auf demselben Markt tätigen Unternehmern unschädlich, „wenn  
- die beteiligten Unternehmen ein jedes für sich objektiv aufgrund ihrer betrieblichen oder geschäftlichen Verhältnisse (z. B. mit Blick auf Kapazitäten, technische Einrichtungen und/oder fachliche Kenntnisse) zu einer Teilnahme an der Ausschreibung mit einem eigenständigen Angebot nicht leistungsfähig sind, oder
- sie für sich genommen zwar leistungsfähig sind (insbesondere über die erforderlichen Kapazitäten verfügen), Kapazitäten aufgrund anderweitiger Bindung aktuell jedoch nicht einsetzbar sind, oder
- die beteiligten Unternehmen für sich genommen leistungsfähig sind, aber im Rahmen einer wirtschaftlich zweckmäßigen und kaufmännisch vernünftigen Entscheidung erst der Zusammenschluss ein Erfolg versprechendes Angebot ermöglicht (subjektives Kriterium).“[23]

In diesen Fällen werde durch die Zusammenarbeit in der Bietergemeinschaft der Wettbewerb nicht nur nicht beschränkt, sondern aufgrund des gemeinsamen Angebots erst ermöglicht und gestärkt. Diene die Beteiligung an einer Bietergemeinschaft hingegen lediglich dem Zweck, die Chancen auf einen Zuschlag zu steigern oder mit der Hilfe der Bietergemeinschaft Synergiepotentiale oder -effekte zu realisieren, sei eine unzulässige wettbewerbsbeschränkende Absprache zu bejahen.

## Zeit- und Kosteneffizienz
Die zum Abschluss der Beschaffungsprozesse aufgewandte Zeit unterscheidet sich bei den einzelnen Verfahren, Methoden und unter den einzelnen Mitgliedstaaten der Europäischen Union erheblich. Im Durchschnitt werden für die Auftragsvergabe rund 58 Tage benötigt – von 45 Tagen bei Aufträgen, die einfach nach dem niedrigsten Preis vergeben werden, bis zu 245 Tagen im Fall komplexer wettbewerblicher Dialogverfahren. Während bei den Mitgliedstaaten der Durchschnitt insgesamt (einschließlich der Zeit, die von den Behörden und dem Unternehmen investiert wurde, das den Zuschlag erhielt) bei 38 Tagen liegt, beträgt die Differenz zwischen dem am schnellsten und dem am langsamsten arbeitenden Land etwa 71 Personentage.
Die Abwicklung eines einzelnen Verfahrens kostet durchschnittlich 28 000 Euro, die abhängig vom Auftragsvolumen einen recht hohen Prozentsatz des Gesamtwerts eines Auftrags ausmachen können.
Bei einem Vergleich des öffentlichen Beschaffungswesens mit der Auftragsvergabe im privaten Sektor schätzen Unternehmen Letztere als weniger zeitraubend und kostengünstiger ein. Auch die Effizienz der Beschaffung im privaten Sektor wird höher bewertet als die des öffentlichen Beschaffungswesens. Gleichwohl wird die Auftragsvergabe im privaten Sektor als weniger wettbewerbsorientiert und weniger fair oder transparent betrachtet; sie beruhe stärker auf Beziehungen.
Bezüglich der Einspareffekte, die durch die Anwendung der Wettbewerbsregeln erzielt werden, liegen für Deutschland keine belastbaren Zahlen vor, sodass sich kein aussagefähiges Kosten-Nutzen-Verhältnis ermitteln lässt.